# Roger McGough
Roger McGough, född 9 november 1937 i Liverpool, England, är en brittisk poet och musiker, som 1964 slog sig ihop med Mike McGear och John Gorman, och bildade pop- och satirikergruppen The Scaffold, han har också varit medlem av gruppen Grimms.